# Peniarth 20

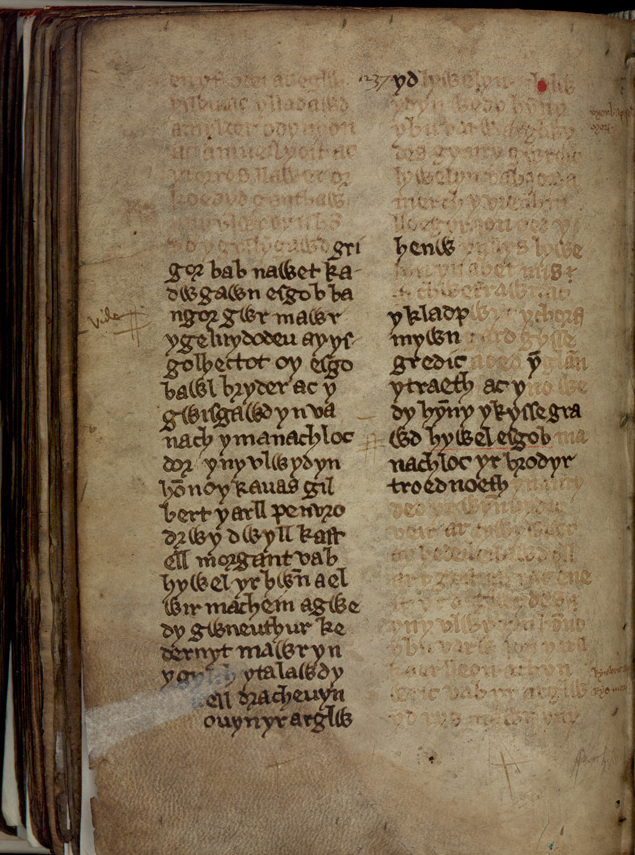
Ms. Peniarth 20, folio 260v. (c.1330). Este manuscrito es la copia más antigua que se conoce de Brut y Tywysogion, una traducción al galés de una obra latina perdida, la Cronica Principium Wallie.

Peniarth 20 es un antiguo manuscrito galés escrito en pergamino que forma parte de la colección Peniarth de la Biblioteca Nacional de Gales. También se lo conoce como Chronicle of the Princes (Crónica de los Príncipes), porque contiene una versión importante de la crónica  Brut y Tywysogion. Daniel Huws, un estudioso de los manuscritos galeses, afirmó que la mayor parte del manuscrito Peniarth 20 data de principios del siglo XIV y que se escribió probablemente alrededor del año 1330. John Gwenogvryn Evans había fijado la fecha en el siglo XV.
El manuscrito Peniarth 20 contiene cuatro textos: la copia más antigua conocida de Brut y Tywysogion; prosa religiosa medieval bajo el título de Y Bibl Ynghymraec; el poema Kyvoesi Myrddin a Gwenddydd (La profecía de Myrddin y Gwenddydd), un diálogo entre Merlín y su hermana Gwenddydd; y un texto de gramática barda que sintetiza las instrucciones que recibían los alumnos en su preparación para ser poetas profesionales. La versión de Brut y Tywysogion de Peniarth 20 también aparece en el Libro negro de Basingwerk.